# Studio 2 Minutes
Studio 2 Minutes est fondé en 2000 par Jean-Michel Spiner. Il est basé à Paris et dispose de centres de production à Angoulême (2003), au Québec (2004), en Chine (2008) et à La Réunion (2016).

## Historique
En juin 2013, Studio 2 Minutes Angoulême annonce le lancement de la production de l'adaptation pour le grand écran de la bande-dessinée Zombillénium.
En janvier 2006, la société française est officiellement dissoute

## Productions et coproductions
- 2004 : L'Âne Trotro - Storimages / 2 Minutes / France 5
- 2005 : Yakari - Storimages / 2 Minutes / France 3
- 2006 : La Vache, le Chat et l'Océan - Futurikon / 2 Minutes / France 3
- 2006 : Allez raconte - Les Armateurs / 2 Minutes / M6
- 2007 : Banja - Maybe Movies / 2 Minutes / Canal+
- 2007 : Pop Secret - Futurikon / 2 Minutes / M6
- 2007 : Raymond - EOD / 2 Minutes / Canal+ / Gulli
- 2008 : Alien Zoo - 2 Minutes / Pulsanim / Canal+
- 2010 : La Fée Coquillette - Les Armateurs / 2 Minutes / Maybe Movies / TF1
- 2009 : Allez raconte le film - Les Armateurs / 2 Minutes / Mélusine
- 2009 : Magic Planet - 2 Minutes / Label Anim / France 3
- 2009 : Sam Spoiler - 2 Minutes / Studio Brocéliande / Canal J
- 2010 : Rosie -  2 Minutes / Zagtoon / Gulli
- 2011 : Chico Chica Boumba - 2 Minutes / Dandeloo / M6
- 2012 : Tony et Alberto - 2 Minutes / ToonFactory / Canal J
- 2012 : P'tit Cosmonaute - 2 Minutes / Cross River / Canal J
- 2012 : Yakari 3 - 2 Minutes / Storimages / Belvision / France 3
- 2014 : Little Houdini - Dandelooo / 2 Minutes / Walking the Dog / France Télévisions
- 2014 : Le Frigo - 2 Minutes / Canal +
- 2014 : Fils de Wouapi - 2 Minutes / Doghouse / Gulli
- 2015 : Tout en haut du monde - Sacrebleu Productions / Maybe Movies / 2 Minutes
- 2017 : Zombilénium - 2 Minutes / Maybe Movies[3]
- 2017 : Les Souvenirs de Mamette - 2 Minutes / M6
- 2019 : Ernest et Rebecca - 2 Minutes / Media Valley / Cyber Group Studios / TF1
- ? Raven - Akkors film / 2 Minutes / SWR NDR ARD
- ? Junior, des idées en or - Made In PM / 2 Minutes INC / Gulli Africa

## Productions exécutives
- TBA : A.D.F: Agence de detectives forestiers - Zodiak Kids / Boulder Media / France Télévisions / Disney
- 2016 : Miss Moon - Safari de Ville / TF1
- 2013 : Kobushi - Zagtoon / Inspidea / Gulli
- 2012 : 64, rue du Zoo - Millimages / Zoolane Productions Ltd / France 5
- 2012 : Couleur de peau : miel - Mosaique Films / Gebeka films / Cinéart / Wide
- 2011 : Cécile et Kevin - Kalos / Made in PM / TF1
- 2011 : Mouk - Millimages / France 5 / Disney Junior
- 2009 : Totally Spies! Le film - Marathon / Mars diffusion
- 2008 : Les Blagues de Toto - Bayard / Canal +
- 2008 : Pat et Stanley - Mac Guff Ligne / TF1
- 2008 : Cajou - Pipangaï / Les Armateurs / Disney / La 1ére
- 2006 : Shuriken School - Xilam / Zinkia Entertainment / Gulli
- 2006 : Invisible Man - Moonscoop / bRb / Screen 21/ RAI Fiction / SMEC / M6 / Disney
- 2005 : Les Zinzins de l'espace - Xilam / France 3
- 2005 : Mission Tom-Tom et Nana - Jufox / Bayard Presse / France 3
- 2004 : Atomic Betty - Tele Images Kids / Atomic Cartoon / Breakthrough / M6
- 2004 : Parker et Badger - Dupuis Audiovisuel / Canal J
- 2004 : Flatmania - Futurikon / France 3
- 2003 : Cédric - Dupuis Audiovisuel / France 3
- 2003 : Totally Spies 3 - Marathon / Fox Family Channel / Fox Kids Europ / TF1
- 2003 : Loulou et les autres loups - Prima Linea / Gebeka Film
- 2002 : Les Durs du mur - B Productions / Carrère / France 2